# Braan

Een Braan en donkere materie

De term braan is een concept uit de snaartheorie, en heeft de betekenis van een ruimtelijk uitgestrekt object. Het zijn belangrijke bouwstenen (fundamentele objecten) in snaartheorie. Als deze theorie ooit empirisch bevestigd wordt, bestaan branen wellicht echt. Voorlopig echter is snaartheorie een hypothetische theorie. (Een kandidaat voor de Theorie van alles.) Branen worden dus vandaag de dag alleen theoretisch onderzocht. In de theoretische fysica worden ze beschouwd als bijzonder interessante objecten, en ze worden dan ook intens bestudeerd.

## Dimensie van een braan
Elk ruimtelijk uitgestrekt object heeft een bepaalde dimensie. Voor branen duidt men typisch het aantal dimensies aan door te spreken van een p-braan. Zo is bijvoorbeeld een 0-braan een nul-dimensionaal object, dat is dus een puntdeeltje. Een 1-braan heeft één dimensie, en is dus een snaar-achtig object. De snaren die de fundamentele bouwstenen zijn van snaartheorieën, zijn dus een voorbeeld van 1-branen (hoewel men ze liever Fundamentele Snaren noemt.) Een vlies is dan een 2-braan. Branen zijn dynamische objecten, en kunnen door de ruimte heen bewegen. In snaartheorie wordt er verondersteld dat er 9 ruimtelijke dimensies zijn. Men bestudeert dus typisch 0-branen tot en met 9-branen. Omdat de laatste soort evenveel dimensies heeft als er beschikbaar zijn in de ruimte, is deze noodzakelijk een zogeheten Ruimtevullend Braan.

## Soorten branen
- p-branen. Branen werden oorspronkelijk ontdekt in supergravitatie, wat een samenvoeging van relativiteitstheorie (zwaartekrachtstheorie) en supersymmetrie is. Daar vond men dat er bepaalde configuraties kunnen bestaan die een massief object beschrijven (en ook geladen), van een hogere dimensie. Een 2-braan in een drie dimensionale ruimte kan je je voorstellen als volgt: denk aan een zwaar object, dat een muur vormt, en oneindig ver doorloopt (en dus een drie-dimensionale ruimte in twee deelt). Maar in supergravitatie bestaan typisch ook hoger-dimensionale branen, die in een hoger-dimensionale ruimte zitten. In deze betekenis spreekt men van p-branen.

- D-branen. Naar aanleiding van het werk van Joseph Polchinski, heeft men zich gerealiseerd dat er niet alleen in supergravitatie, maar ook in snaartheorie zulke objecten bestaan. In tegenstelling tot supergravitatie -waar branen macroscopische objecten beschrijven-, zijn in snaartheorie branen fundamentele objecten (en dus microscopisch). Ze zijn dus even fundamenteel als de één dimensionale snaren die in deze theorie voorkomen. De branen van de snaartheorie hebben een belangrijke rol in de dynamica van open snaren: een open snaar heeft noodzakelijk zijn eindpunten op een braan. Dit soort vasthechting noemt men in de wiskunde Dirichlet-randvoorwaarden. In deze context is men daarom van D-branen gaan spreken. Hoewel ze op het eerste gezicht iets anders zijn, zijn D-branen wel intiem verwant aan het begrip p-branen uit de supergravitatie. Ook voor D-branen duidt men de dimensie soms aan, men spreekt dan van een Dp-braan, met p de dimensie van het braan.

- Membranen. Tot slot zijn er ook in M-theorie objecten die ruimtelijk uitgestrekt zijn. Deze hebben twee of vijf dimensies. Men spreekt daar van membranen. Deze zijn (net zoals M-theorie zelf) nog niet helemaal goed begrepen. Er zijn twee soorten membranen: M2- en M5-branen.